# Hiltenfingen
Hiltenfingen è un comune tedesco di 1 516 abitanti, situato nel land della Baviera.